# Emil Rühl
Emil Rühl (Lebensdaten unbekannt) war ein deutscher Fußballspieler.

## Karriere
Rühl gehörte dem 1. FC Pforzheim als Stürmer an, für den er in der Saison 1905/06 in der vom Verband Süddeutscher Fußball-Vereine organisierten Meisterschaft im Gau Mittelbaden Punktspiele bestritt. In dieser Spielzeit gewann er mit der Mannschaft drei Titel; nach der Gaumeisterschaft folgte die Südkreismeisterschaft und die Süddeutsche Meisterschaft, die durch den 5:3-Sieg am 25. April 1906 gegen den Nordkreismeister 1. Hanauer Fußball-Club 1893 errungen wurde. Damit als Teilnehmer an der Endrunde um die Deutsche Meisterschaft qualifiziert, bestritt er das am 20. Mai 1907 in Braunschweig mit 4:0 gewonnene Halbfinale gegen den BTuFC Union 92 aus Berlin und das am 27. Mai 1906 in Nürnberg ausgetragene Finale gegen den VfB Leipzig, das mit 1:2 verloren wurde.

Rühl (rechts) und Mitspieler des
1. FC Pforzheim; Süddeutscher Meister 1906

## Erfolge
- Zweiter der Deutschen Meisterschaft 1906
- Süddeutscher Meister 1906
- Südkreismeister 1906
- Gaumeister Mittelbaden 1906